# Бо Хопкинс
Вилијам Хопкинс (енгл. William Hopkins; Гринвил, 2. фебруар 1938 — Лос Анђелес, 28. мај 2022), познатији као Бо Хопкинс (енгл. Bo Hopkins), био је амерички глумац.

## Каријера
Бо Хопкинс има више од 100 улога на телевизији и филму. Од филмова у којима је глумио издвајају се Дивља хорда (1969), Мост на Ремагену (1969), Бекство (1972), Амерички графити (1973), Човек који је волео Кет Денсинг (1973), Убиствена елита (1975), Поза (1975), Мали град у Тексасу (1976), Поноћни експрес (1978) и Амерички графити 2 (1979). Након својих првих улога у великим филмова, играо је у филму Бело осветљење (1973). Он и Џери Рид су играли браћу Тома и Џоа Хокинса у филму Шта следи (1985). Такође је глумио у бројним телевизијским филмовима почетком 1970-их.
Кад је Гречен Корбет напустила серију Рокфорд фајлови 1978. године, Бо Хопкинс је заменио њен лик као адвокат Џон Купер, појавивши се у 3 епизоде. Године 1981, појављивао се у првој сезони драмске ТВ серије Династија као Метју Блејздел. Такође се појавио у серијама  Мирис барута, Бонанца, Вирџинијанац, Патрола пацова, Млади у акцији, Хаваји 5-0, Пријатељи и љубавници, Чарлијеви анђели, Оствро Фантазија, А-тим, Луд као Фокс и Убиство, написала је. Имао је улогу у видео-игрици Nuclear Strike.